# NABC Player of the Year
NABC Player of the Year è un premio conferito ogni anno dalla National Association of Basketball Coaches al miglior giocatore per il campionato di pallacanestro NCAA Division I.
Tale premio è stato istituito nella stagione 1974-75 per il Campionato NCAA Division I. Nel 1983 l'NCAA ha aggiunto anche i premi per la NCAA Division II e Division III.

## Vincitori
- 1975 - David Thompson,  NCSU Wolfpack
- 1976 - Scott May,  Indiana Hoosiers
- 1977 - Marques Johnson,  UCLA Bruins
- 1978 - Phil Ford,  N. Carol. Tar Heels
- 1979 - Larry Bird,  Ind. St. Sycamores
- 1980 - Michael Brooks,  La Salle Explorers
- 1981 - Danny Ainge,  BYU Cougars
- 1982 - Ralph Sampson,  Virginia Cavaliers
- 1983 - Ralph Sampson,  Virginia Cavaliers
- 1984 - Michael Jordan,  N. Carol. Tar Heels
- 1985 - Patrick Ewing,  Georgetown Hoyas
- 1986 - Walter Berry,  St. John's R. Storm
- 1987 - David Robinson,  Navy Midshipmen
- 1988 - Danny Manning,  Kansas Jayhawks
- 1989 - Sean Elliott,  Arizona Wildcats
- 1990 - Lionel Simmons,  La Salle Explorers
- 1991 - Larry Johnson,  UNLV R. Rebels

- 1992 - Christian Laettner,  Duke Blue Devils
- 1993 - Calbert Cheaney,  Indiana Hoosiers
- 1994 - Glenn Robinson,  Purdue Boilermakers
- 1995 - Shawn Respert,  MSU Spartans
- 1996 - Marcus Camby,  UMass Minutemen
- 1997 - Tim Duncan,  W.F. Dem. Deacons
- 1998 - Antawn Jamison,  N. Carol. Tar Heels
- 1999 - Elton Brand,  Duke Blue Devils
- 2000 - Kenyon Martin,  Cincinnati Bearcats
- 2001 - Shane Battier,  Duke Blue Devils
- 2002 - Jay Williams,  Duke Blue Devils
- 2003 - Jay Williams,  Duke Blue Devils
Drew Gooden,  Kansas Jayhawks
- 2004 - Jameer Nelson,  St. Joseph's Hawks
- 2005 -  Andrew Bogut,  Utah Utes
- 2006 - Adam Morrison,  Gonzaga Bulldogs
- 2007 - Kevin Durant,  Texas Longhorns

- 2008 - Tyler Hansbrough,  N. Carol. Tar Heels
- 2009 - Blake Griffin,  Oklahoma Sooners
- 2010 - Evan Turner,  Ohio State Buckeyes
- 2011 - Jimmer Fredette,  BYU Cougars
- 2012 - Draymond Green,  MSU Spartans
- 2013 - Trey Burke,  Michigan Wolverines
- 2014 - Doug McDermott,  Creighton Bluejays
- 2015 - Frank Kaminsky,  Wisconsin Badgers
- 2016 - Denzel Valentine,  MSU Spartans
- 2017 - Frank Mason,  Kansas Jayhawks
- 2018 - Jalen Brunson,  Villanova Wildcats
- 2019 - Zion Williamson,  Duke Blue Devils
- 2020 - Obi Toppin,  Dayton Flyers
- 2021 - Luka Garza,  Iowa Hawkeyes
- 2022 -  Oscar Tshiebwe,  Kentucky Wildcats
- 2023 -  Zach Edey,  Purdue Boilermakers
- 2024 -  Zach Edey,  Purdue Boilermakers
- 2025 - Cooper Flagg,  Duke Blue Devils